# Permjački Finci
Permjački Finci su grana finskih naroda koja obuhvaća grupu naroda Komi.
To su: Zirjani, 347.000, od toga 343.000 u Rusiji, 2800 u Kazahstanu i 900 u Uzbekistanu. Druga Komi grupa su Permjaci, 143.000 u Rusiji i 2100 u Ukrajini. Posljednji Jazva broje tek 4800 ljudi u Rusiji. 
Drugu granu Permjaka čine Votjaki ili Udmurti iz Udmurtije, ali ovaj narod živi i po drugim državama, uz Rusiju (697.000, ima ih i u: Kazahstan (9100), Bjelorusija (1300), Ukrajina (8500), Uzbekistan (2700), Kirgizija (700), Moldavija (700), Tadžikistan (700) i Latvija (500).     